# Hoya costantinii
Hoya costantinii är en oleanderväxtart som beskrevs av Ping Tao Li. Hoya costantinii ingår i släktet Hoya och familjen oleanderväxter. Inga underarter finns listade i Catalogue of Life.